# Ken Renard
Pour les articles homonymes, voir Renard (homonymie).
Ken Renard (nom de scène de Kenneth Fitzroy Renwick), né le 19 novembre 1905 à Port-d'Espagne (Trinité-et-Tobago) et mort le 16 novembre 1993 dans le comté de Los Angeles (Californie), est un acteur américain d'origine trinidadienne.

## Biographie
Originaire de Trinité-et-Tobago, Kenneth Renwick émigre aux États-Unis (où il s'installe définitivement, obtenant la citoyenneté américaine) et débute au théâtre sous le nom de Ken Renard. Il joue notamment à Broadway dans sept pièces, depuis Sailor, Beware! de Kenyon Nicholson et Charles Robinson (1935, avec Juanita Hall et Canada Lee) jusqu'à La Putain respectueuse de Jean-Paul Sartre (1949-1950). Dans l'intervalle, citons Strange Fruit de Lillian Smith (1945-1946, avec Mel Ferrer et Juano Hernández) et Les Bas-fonds de Maxime Gorki (1948, avec Ruby Dee et Fredi Washington). 
Au cinéma, il contribue à quatorze films américains, le premier étant Murder with Music (en) de George P. Quigley (1941, avec Bill Dillard et Noble Sissle) ; ses trois derniers sortent en 1977, dont L'Exorciste 2 : L'Hérétique de John Boorman (avec Linda Blair et Richard Burton). Entretemps, mentionnons Le Carnaval des dieux de Richard Brooks (1957, avec Rock Hudson et Sidney Poitier), Celui par qui le scandale arrive de Vincente Minnelli (1960, avec Robert Mitchum et George Peppard), La Poursuite impitoyable d'Arthur Penn (1966, avec Marlon Brando et Robert Redford), ou encore Cent Dollars pour un shérif d'Henry Hathaway (1969, avec John Wayne et Kim Darby).
Pour la télévision américaine, outre quatre téléfilms (1967-1980), il collabore à quarante-et-une séries (entre autres de western) de 1951 à 1983, dont Aventures dans les îles (quatre épisodes, 1960-1961), Des agents très spéciaux (trois épisodes, 1965-1966), L'Homme de fer (quatre épisodes, 1967-1972) et Sergent Anderson (deux épisodes, 1974-1977).
Ken Renard meurt en 1993, trois jours avant son 88e anniversaire.

## Théâtre à Broadway (intégrale)
- 1935 : Sailor, Beware! de Kenyon Nicholson et Charles Robinson : Señor Gomez
- 1940 : Big White Fog (en) de Theodore Ward (en) : un membre du clan
- 1943 : The Patriots (en) de Sidney Kingsley (en) : Jupiter
- 1945-1946 : Strange Fruit, adaptation par Lillian Smith de son roman éponyme, décors et lumières de George Jenkins, production et mise en scène de José Ferrer : Ten McIntosh
- 1946 : Mr. Peebles and Mr. Hooker, adaptation par Edward E. Paramore Jr. (en) du roman éponyme de Charles Gwens, mise en scène de Martin Ritt : Whigsey
- 1948 : Les Bas-fonds (A Long Way from Home) de Maxime Gorki, adaptation de Randolph Goodman et Walter Carroll (en) : Cyril
- 1949-1950 : La Putain respectueuse (The Respectful Prostitute) de Jean-Paul Sartre : rôle non spécifié

## Filmographie

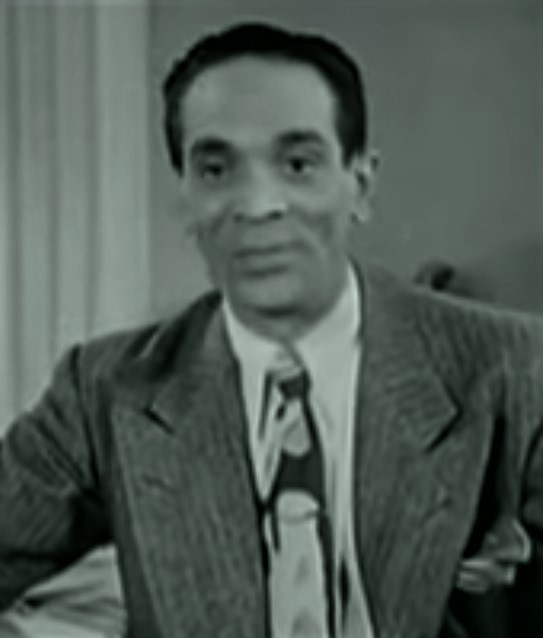
Dans Murder with Music (1941)

### Cinéma (intégrale)
- 1941 : Murder with Music (en) de George P. Quigley (en) : Bill Smith
- 1948 : Killer Diller (en) de Josh Binney (en) : Le Grand Voudou
- 1952 : Lydia Bailey de Jean Negulesco : Toussaint Louverture
- 1957 : Le Carnaval des dieux (Something of Value) de Richard Brooks : Karanja, le père de Kimani
- 1959 : Duel dans la boue (These Thousand Hills) de Richard Fleischer : Happy, le serveur
- 1960 : Celui par qui le scandale arrive (Home from the Hill) de Vincent Minnelli : Chauncey
- 1963 : Papa's Delicate Condition de George Marshall : Walter
- 1966 : La Poursuite impitoyable (The Chase) d'Arthur Penn : Sam
- 1969 : Cent dollars pour un shérif (True Grit) d'Henry Hathaway : Yarnell Poindexter
- 1976 : Sparkle (en) de Sam O'Steen : Shimmy Dodson
- 1976 : Le Trésor de Matacumba (Treasure of Matecumbe) de Vincent McEveety : un client
- 1977 : Le Fermier de David Berlatsky : Gumshoe
- 1977 : L'Exorciste 2 : L'Hérétique (Exorcist II: The Heretic) de John Boorman : Abbot
- 1977 : Peter et Elliott le dragon (Pete's Dragon) de Don Chaffey : un villageois afro-américain

### Télévision

#### Séries (sélection)
- 1951 : Schlitz Playhouse of Stars, saison 1, épisode 6 Decision and Daniel Webster : Nalley
- 1960-1961 : Aventures dans les îles (Adventures in Paradise)
  - Saison 1, épisode 28 Le Plongeon de la mort (The Death Divers, 1960) de Felix E. Feist : le chef
  - Saison 2, épisode 1 Trafic dans les îles (Open for Diving, 1960 : Maru) de Felix E. Feist, épisode 16 Meurtre à Tenoa (The Good Killing, 1961 : Oro) et épisode 26 Le Serpent dans le jardin (The Serpent in the Garden, 1961 : Mali) de Felix E. Feist
- 1961 : Thriller
  - Saison 1, épisode 36 Les Pigeons de l'enfer (Pigeons from Hell) de John Newland : Jacob Blount
  - Saison 2, épisode 12 Le Retour d'Andrew Bentley (The Return of Andrew Bentley) de John Newland : Jacob
- 1961 : Ombres sur le soleil (Follow the Sun), saison unique, épisode 14 The Far End of Nowhere de Don Taylor : Kanahele
- 1962 : Échec et mat (Checkmate), saison 2, épisode 32 Will the Real Killer Please Stand Up? : le serveur
- 1963 : Perry Mason, saison 6, épisode 23 The Case of the Lover's Leap d'Arthur Marks : le juge aux divorces
- 1963 : Au-delà du réel (The Outer Limits), saison 1, épisode 9 La pierre parle (Corpus Earthling) de Gerd Oswald : le gardien
- 1964 : Bonanza, saison 5, épisode 30 Esclave ou Chanteur (Enter Thomas Bowers) : Jed
- 1965 : Match contre la vie (Run for Your Life), saison 1, épisode 14 Le Guide (Journey into Yesterday) de Richard Benedict : Warago
- 1965-1966 : Des agents très spéciaux (The Man from U.N.C.L.E.)
  - Saison 2, épisode 8 Le Tigre (The Tigers Are Coming Affair, 1965 : Julali) d'Herschel Daugherty et épisode 15 Envoûtement (The Very Important Zombie Affair, 1965 : Dr Delgado)
  - Saison 3, épisode 7 La Colombe de la paix (The Thor Affair, 1966) : Dr Diljohn
- 1965-1975 : Gunsmoke ou L'Homme des plaines (Gunsmoke ou Marshal Dillon)
  - Saison 11, épisode 6 Kioga (1965 : le père Kioga) et épisode 24 Honor Before Justice (1966 : Blacksmith)
  - Saison 20, épisode 21 I Have Promises to Keep (1975) de Vincent McEveety : Tonkowa
- 1966-1969 : Daniel Boone
  - Saison 2, épisode 20 The Gun (1966) de Robert Totten : le chef Red Eagle
  - Saison 3, épisode 6 Run a Crooked Mile (1966) : Jason
  - Saison 5, épisode 24 For a Few Riffles (1969) de John Newland : le gardien
- 1966-1971 : Mission impossible (Mission: Impossible)
  - Saison 1, épisode 12 Extradition (Fakeout, 1966) de Bernard L. Kowalski : le directeur-adjoint
  - Saison 5, épisode 20 Kitara : le grand-père
- 1967 : Mannix, saison 1, épisode 9 Pour une signature (Huntdown) de Gerald Mayer : M. Sureyano
- 1967-1968 : Cimarron, saison unique, épisode 2 La Légende de Jud Starr (The Legend of Jud Starr, 1967 : le chef Henry Youngblood) de Vincent McEveety et épisode 17 Reste dans ta réserve (Heller, 1968 : Two Eagles) de Gunnar Hellström
- 1967-1968 : Tarzan, saison 2, épisode 6 La Malédiction de Maguma (The Maguma Curse, 1967 : N'Gota) d'Alex Nicol et épisode 17 Le Roi Arthur (King of the Dwsari, 1968 : Umbura) de William Witney
- 1967-1968 : Les Aventuriers du Far West (Death Valley Days), saison 16, épisode 3 Let My People Go (1967 : le père Hernandez) de Denver Pyle et épisode 17 Bread on the Desert (1968 : Che-Tan-Ska) de Jack Shea
- 1967-1972 : L'Homme de fer (Ironside)
  - Saison 1, épisode 7 Les Évadés dans la maison (An Inside Job, 1967) de Charles S. Dubin : l'homme de ménage
  - Saison 2, épisode 17 Un champion craintif (Rundown on a Bump Rap, 1969) : le juge
  - Saison 3, épisode 19 Vacances aux Fidji (Return to Fiji, 1970) de Don Weis : Anthony
  - Saison 5, épisode 21 Quatuor infernal (His Fiddlers Three, 1972) d'Alf Kjellin : M. Eagles
- 1968 : Les Règles du jeu (The Name of the Game), saison 1, épisode 10 Ordeal de Ralph Senensky : William
- 1968 : Opération vol (It Takes a Thief), saison 2, épisode 12 Casse-tête chinois (To Catch a Roaring Lion) de Marc Daniels : Walamba
- 1968-1970 : Le Virginien (The Virginian puis The Men from Shiloh)
  - Saison 7, épisode 12 Nora (1968) de Don McDougall : Grey Feather
  - Saison 8, épisode 14 Black Jade (1969) de Joseph Pevney : le chef Iron Hands
  - Saison 9, épisode 5 The Mysterious Mr. Tate (1970) d'Abner Biberman : Endicott
- 1971 : Ah ! Quelle famille (The Smith Family), saison 2, épisode 11 Man in the Middle d'Herschel Daugherty : M. Morrison
- 1973 : Auto-patrouille (Adam-12), saison 5, épisode 21 A Fool and His Money : Jimmy Lee
- 1973 : Hec Ramsey, saison 1, épisode 4 Le Mystère de la rose jaune (Mystery of the Yellow Rose) : Charlie
- 1974-1977 : Sergent Anderson (Police Woman)
  - Saison 1, épisode 14 Mystère en vol (Shoefly, 1974) d'Alvin Ganzer : le juge
  - Saison 4, épisode 9 Ambition (1977) de Virgil W. Vogel : le deuxième juge
- 1982 : Frank, chasseur de fauves (Bring 'Em - Back Alive), saison unique, épisode 4 Le Cinéma de Frank (The Reel World of Frank Buck) de Don Weis : Shen-Gi

#### Téléfilms (intégrale)
- 1967 : Sullivan's Empire de Thomas Carr et Harvey Hart : un employé
- 1973 : Assurance sur la mort (Double Indemnity) de Jack Smight : un porteur
- 1974 : The Greatest Gift de Boris Sagal : Abraham Morrison
- 1980 : Angel City (en) de Philip Leacock et Steve Carver : le cuisinier

## Note et référence
1. ↑  Pièce adaptée au cinéma en 1952 sous le même titre original (titre français : La Polka des marins).